# Угринь

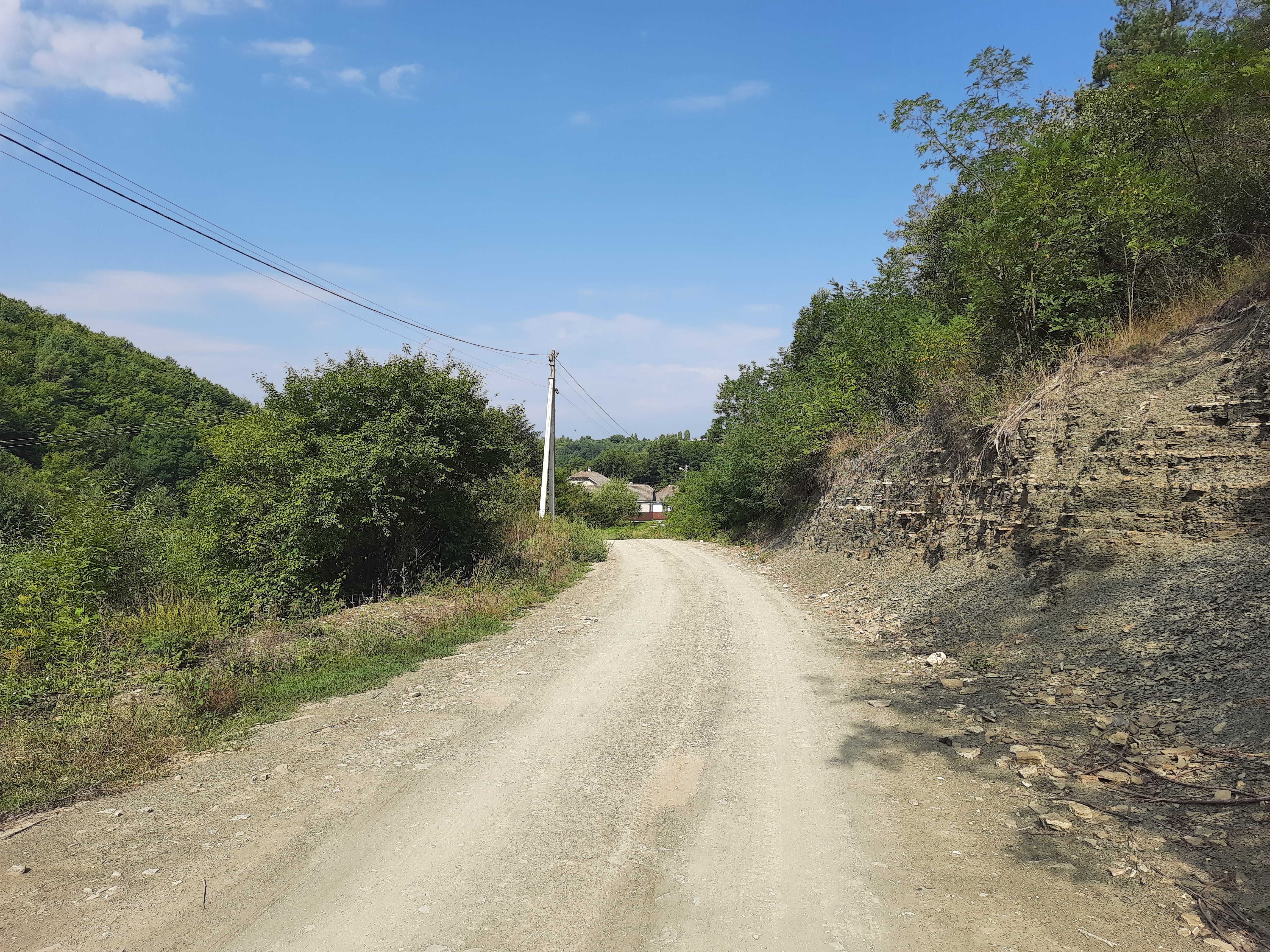
Дорога до села із Залісся

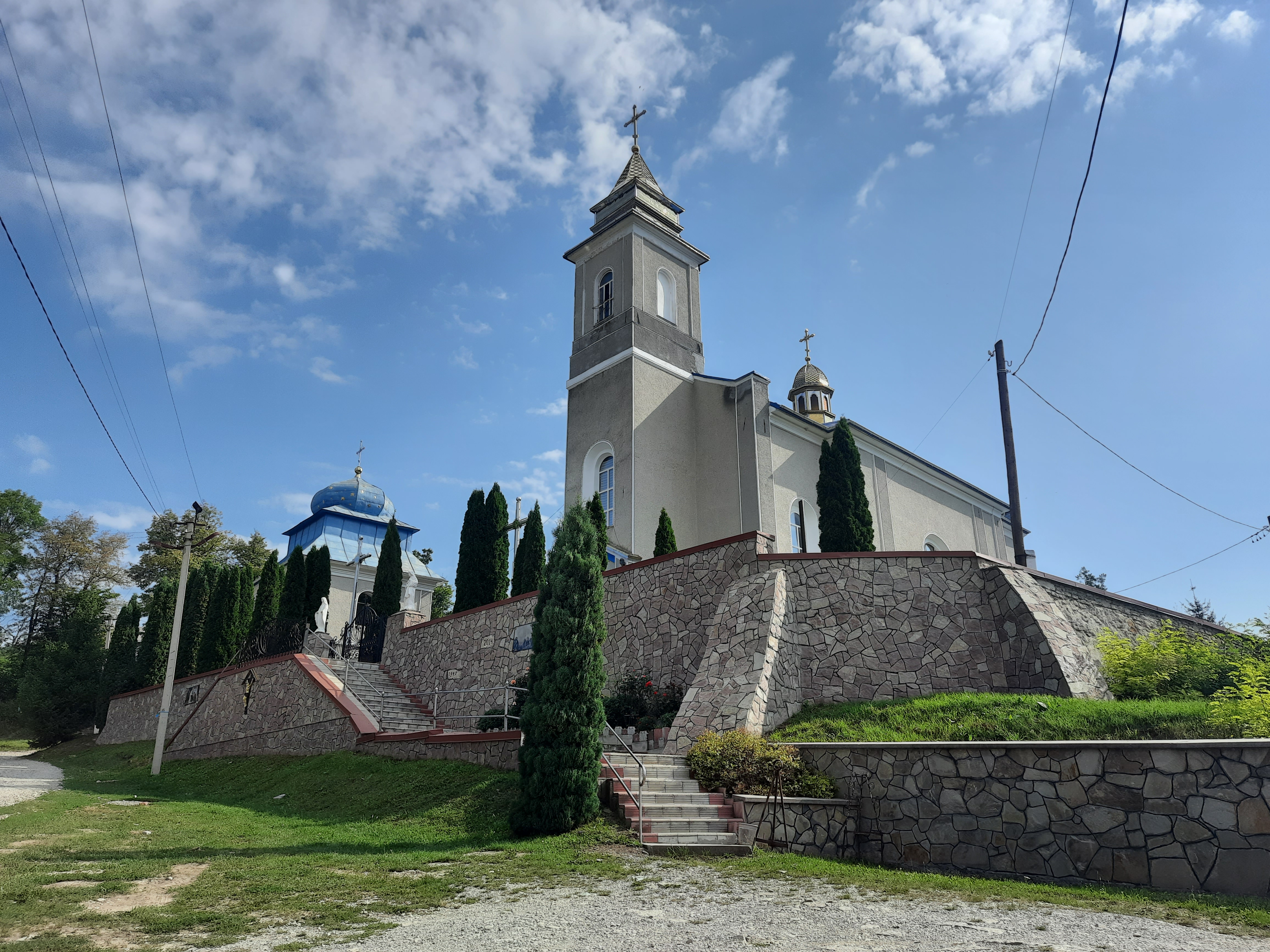
Церква Успіння Пресвятої Богородиці (1870)

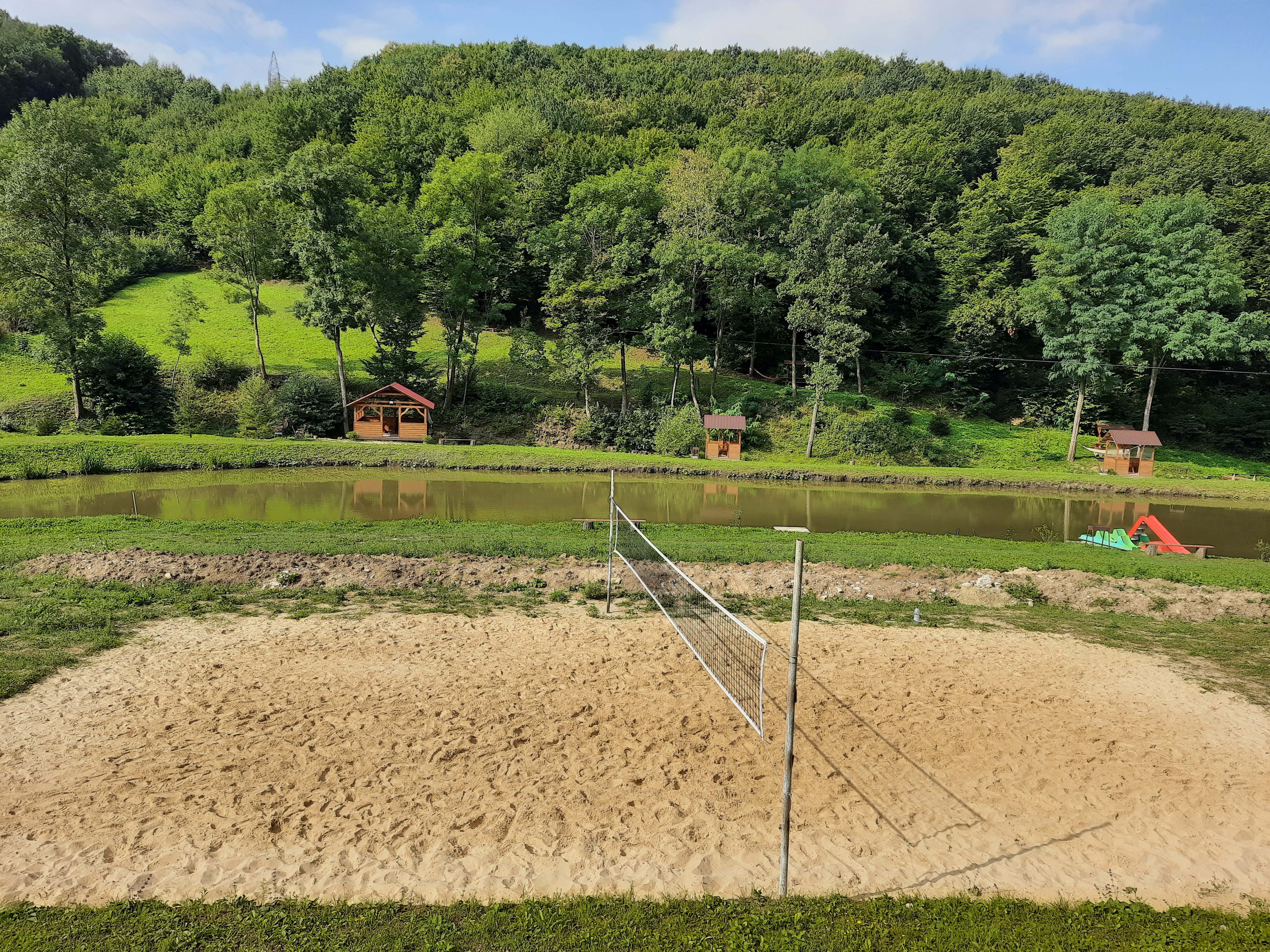
Куточок відпочинку за селом

Угри́нь — село в Україні, Тернопільська область, Чортківський район, Заводська селищна громада. Адміністративний центр колишньої Угринської сільської ради. До сільської ради належало с. Синякове (нині віднесене до м. Чортків).

## Етимологія
За переказами, Угринь заснували угри (угорці), які володіли Галичиною наприкінці XVI столітті. В церковному описі парафії (1926 р.) священик Дмитро Василик стверджував, що село започаткували у XVII ст. угорські колоністи, які згодом змішалися з місцевим населенням. Жителі Угриня займалися рільництвом, тваринництвом, вирощували капусту.

## Географія

### Розташування
Розташоване на лівому березі р. Серету (ліва притока Дністра), за 12 км від районного центру та 4 км від найближчої залізничної станції Шманьківчики. Західною околицею села пролягла об'їзна дорога м. Чортків, складова частина автошляху Луцьк–Тернопіль–Чернівці.

### Місцевості
- За селом — хутір, розташований за 2 км від села. У 1952 р. на хуторі — 4 двори, 11 жителів.

## Населення

### Мова
Розподіл населення за рідною мовою за даними перепису 2001 року:
| Мова       | Кількість | Відсоток |
| ---------- | --------- | -------- |
| українська | 1101      | 99.73%   |
| білоруська | 2         | 0.18%    |
| російська  | 1         | 0.09%    |
| Усього     | 1104      | 100%     |

## Історія

### Давні часи
Поблизу села виявлено археологічні пам'ятки давньоруської культури. У 2012 р. в невеликому скельному ґроті неподалік Угриня археолог Володимир Добрянський знайшов та дослідив рунічні написи германців III—IX ст. У цих написах поєднані повні магічні закодовані слова і символи, що мають сакральне значення. Пам'ятка унікальна, їй немає аналогів у Східній Європі.

### Середньовіччя, Новий Час
Перша письмова згадка датована 1427 р.
Відомо, що 1785 р. у селі проживали 709 осіб.

### XX століття
Відомо, що 1902 р. велика земельна власність належала Тадеушеві Потоцькому. За статистикою, в селі у 1900 р. — 1574 жителі, 1910—1711, 1921—1360, 1931—1705; у 1921 р. — 323, 1931—393 двори.
За Австро-Угорщини функціонувала 2-класна школа з українською мовою навчання, за Польщі — 3-класна утраквістична (двомовна).
Під час Першої світової війни до Леґіону УСС зголосився мешканець села Михайло Коцюба.
Деякий період Угринь був центром однойменної гміни. З 1 серпня 1934 до 1939 року село належало до гміни Колиндяни.
Після встановлення у вересні 1939 р. радянської влади органи НКВС у Чортківській тюрмі знищили жителів селя Василя Бегара, Богдана Дутку, Осипа Кобзара, Павла Межиброцького, Северина Штиру; розстріляли в місті Умані на Черкащині Петра Лесіва.
Під час німецько-радянської війни загинули або пропали безвісти у Червоній армії:
- Михайло Андрійчук (нар. 1914),
- Іван Андрусів (нар. 1925),
- Захарій (нар. 1903),
- Петро Балакунець(нар. 1920),
- Йосип Бас (нар. 1924),
- Павло Бас (нар. 1911),
- Роман Бас (нар. 1908),
- Євстахій Безпалько (нар. 1911),
- Андрій Богун (нар. 1908),
- Петро Бурдинський (нар. 1919),
- Василь Данилович (нар. 1923),
- Василь Романович (нар. 1925),
- Василь Тимофійович (нар. 1914),
- Володимир Вівчар (нар. 1912),
- Костянтин Вівчар (нар. 1921),
- Петро Гнибіда,
- Роман Гулька,
- Йосип Гут.

В УПА воювали:
- Ганна Балакунець,
- Роман Бегар,
- Володимир Вільхов,
- Марія Вільхов,
- Микола Вільхові,
- Василь Гнибід,
- Іван Гнибід,
- Антін Іванців,
- Василь Кобзар,
- Євгенія Кобзарі,
- Володимир Лесів,
- Євген Лесіви,
- Богдан Липов,
- Володимир Липов,
- Федір Липов,
- Микола Маньовський,
- Петро Маньовський,
- Євстахій Марчин,
- Петро Мельник,
- Іван Плішка («Лис»),
- Ярослав Правецький,
- Василь Ткач («Грім»),
- Григорій Шушка («Шум»).

### Період Незалежности
З 11 серпня 2015 року Угринь належить до Заводської селищної громади.
12 червня 2020 року, відповідно до розпорядження Кабінету Міністрів України № 724-р «Про визначення адміністративних центрів та затвердження територій територіальних громад Тернопільської області» увійшло до складу Заводської селищної громади.
19 липня 2020 року, в результаті адміністративно-територіальної реформи та ліквідації Чортківського району (1940—2020), увійшло до складу новоутвореного Чортківського району.
12 листопада 2021 року утворено Угринський старостинський округ з центром в селі Угрині

## Пам'ятки
- Комплексна пам'ятка природи місцевого значення Стінка «Угринська».
- Геологічна пам'ятка природи місцевого значення Гравітаційні складки.
- карстова печера «Угринь».

### Поселення Угринь І
Розташоване в західній околиці села, на високому правому березі р. Серет. Поселення перерізає об'їзна дорога Чорткова. Площа — 5 га.
Під час обстеження виявлено трипільську (V-IV тис. до н.е.) та голіградську культури (ХІІ-VIII ст. до н.е); давньоруський час, ХІІ-ХІІІ ст. У 2011 р. обстежувалося В. Добрянським та у 2013 р. М. Ягодинською та В. Ільчишином.

## Пам'ятники
- воїнам-односельцям, полеглим у німецько-радянській війні (1987),
- Тарасові Шевченку (1991),
- пам'ятний знак УСС (1992)
- хрест на честь проголошення незалежності України (1992).

### Пам'ятний знак воїнам-землякам, які загинули в роки Другої світової війни
Пам'ятка історії місцевого значення, охоронний номер 869.
Споруджений з бетону в 1985 р. за архітектурним планом І. Маркевича.

## Освіта
Протягом певного часу в селі діяла тривіальна школа (зокрема, у 1871 році), учителем в якій працював Юліан Голодзинський (пол. Julian Głodziński).
Потім протягом певного часу діяла філіальна школа. Учителями в ній працювали: у 1875 році — Юліан Родзинський (пол. Julian Rodziński), у 1880 — Мечислав Хімяковський (пол. Mieczysław Chimiakowski).
За Австро-Угорщини функціонувала 2-класна школа з українською мовою навчання (від 1865), за Польщі — 3-класна утраквістична (двомовна).
У січні 1970 року введено в експлуатацію двоповерховий будинок. У 1970-х роках у восьмирічній школі працювали 12 вчителів, які навчали більше 200 учнів.
У 1990-х роках школа стає дев'ятирічною.
У 2021 році реорганізована у філію опорного навчального закладу «Заводська загальноосвітня школа I-III ступенів».
Директори: Байрак Зиновій Михайлович, Пастухов Василь Трохимович, Біль Михайло Автанович, Гаврилюк Василь Ярославович, Ільницький Михайло Миколайович, Самолюк Юрій Юрійович, Подоляк Наталія Олександрівна.
Завідувачі: Наталія Подоляк (від 2021).

## Релігія
- церква Успіння Пресвятої Богородиці (ПЦУ[16]; 1870; з чудотворним образом Матері Божої «Невтомима поміч»),
- капличка (відновлена 1996 р.; фундатор Тадей Потоцький).

## Населення
| 1574 | 1711 | 1360 | 1705 | 1005 | 989 | 831 |

### Мовні особливості
Село розташоване на території наддністрянського (опільського) говору. До «Наддністрянського реґіонального словника» внесено такі слова та фразеологізми, вживані в Угрині:
- босаки — босоніжки
- бурти — сукняне взуття
- жидик — птах, який перед дощем квилить
- закоп'янки — вид чобіт
- карніші — карнизи
- кобрак — тепла безрукавка
- марок — прилад для проведення рядків на полі
- палюшки — галушки з тертої картоплі і борошна
- райтки — штани-галіфе
- сволок — брус, що підтримує стелю
- тирба — суп із кукурудзяного борошна
- шмір — мазут
- япко — яблуко
- банєчок — чашка
- ябчанка, ябчєнка — зупа з яблук
- ягодянка — зупа із ягід
- балакати — говорити
- восипка — зерно
- путня — відро
- видіти — бачити.

## Соціальна сфера, господарство
Діяли філії товариств «Просвіта», «Сільський господар», «Рідна школа» та інших; кооператива.
У 1940 р. примусово створено колгосп, який відновив роботу 1947 р.
Протягом 1960–1980-х рр. функціонував (до розпаювання земель і майна) колгосп; діяв цегельний завод.
До 2021 року функціонував будинок культури та бібліотека, які реорганізували в студію Центру культурних послуг Заводської селищної ради.
Нині діють школа, дитячий садочок, студія Центру культурних послуг Заводської селищної ради (від 2021), ФАП, відділення зв'язку, торгові заклади.

## Відомі люди
Народилися
- Михайло Балакунець (нар. 1930) — різьбяр, народний майстер декоративно-прикладного мистецтва (художня обробка дерева, соломи, кістки);
- Лев Василик (1921—2002) — лікар, громадський діяч;
- Михайло-Модест Ґнесько (1921—2008) — релігійний діяч, учений у Канаді;
- Володимир Дідик (1903—1981) — громадський діяч у США;
- Іван Ляховський (нар. 1950) — актор, режисер, літератор, заслужений артист України (1991), член НСЖУ (2000);
- Микола Маньовський (псевдо «Соловій»; 1921—1989) — учасник національно-визвольних змагань;
- Володимир Поповський (нар. 1923) — громадський діяч у Австралії;
- Тимотей Починок (1875—1962) — громадсько-політичний діяч у США.

Проживали
- Петро Онищук (1993—2022) — український військовослужбовець, учасник російсько-української війни[19].

Почесні громадяни села
- Іван Сов'як[20] (нар. ?).